# Paul Gilbert
Paul Brandon Gilbert (Carbon Dale, Illinois, 6. studenog 1966.), američki je rock gitarist poznat po svom djelovanju u sastavima "Racer" X i Mr. Big. 
Nakon odlaska iz sastava "Mr. Big", posvećuje se uspješnoj solo karijeri u kojoj izdaje petnaestak albuma i sudjeluje na raznim projektima, a jedan od njih je G3 turneja koju predvodi gitarista Joe Satriani.

## Ranija povijest
Rođen u Carbondale, Illinois, Paul počinje svirati gitaru s pet godina ali ubrzo postaje nezainteresiran zbog nekih sitnica koje mu nisu išle. S približno 9 godina uzima nanovo gitaru u ruke ali ovaj puta s odličnom memorijom i tehničkom podlogom. Paul svoje greške u tehnici sviranja ispravlja stalnim vježbanjem i već s 14 godina formira lokalni sastav pod imenom "Missing Lynx". Zajedno sviraju dvije godine, a u tom vremenu posjeduju i svoj materijal. Nakon toga napušta "Missing Lynx" i prelazi u drugi lokalni sastav koji se zove "Tau Zero" ali ostaje vrlo kratko jer odlazi u Kaliforniju.
Najpoznatiji je po svom djelovanju u sastavu "Mr. Big" s kojim je napravio veliki hit "To be with you" ali njegov rad ostaje zapažen i u "Racer X-u" u kojem je počeo izvoditi svoje brze dionice i tehnički zahtjevne skale. 2001.g. nastupa kao specijalni gost na G3 turneji s Joeom Satrianijem, Steveom Vaiom i Johnom Petrucciem, a 2007. Satriani, Petrucci i Gilbert sviraju kompletnu turneju.

## Racer X
Osnovani 1985.g. u Los Angelesu originalnu postavu sastava "Racer X" tada su činili; Paul Gilbert (gitara), John Alderete (bas-gitara), Harry Gschoesser (bubnjevi) i Jeff Martin (vokal). Njihov rad bio je lagano pod utjecajem britanskog heavy metal sastava "Judas Priest" i Gilbertovo sviranje gitare koje je podsjećalo na Yngwiea Malmsteena, brzo svirane solo dionice i ekstremno teške tehničke skale. Gschoessera 1986. na bubnjevima mijenja Scott Travis (kasnije bubnjar sastava Judas Priest), a kao drugi gitarista u sastav dolazi Bruce Bouillet. Bouillet je vrlo iskusan gitarista ali je i njemu redovno bilo teško pratiti Gilberta koji je izvodio vrlo teške fraze i brze dionice. Paul Gilbert postao je prepoznatljiv po svome vrlo brzom sviranju gitare i u svijetu je dobio priznanje o nevjerojatnom brzom tehničaru. Gilbert iz "Racer X-a" odlazi 1988.g. ali sastav okuplja nanovo 1999. Trenutno "Racer X" nije aktivan ali Gilbert izjavljuje kako će opet okupiti sastav.

## Mr. Big
U isto vrijeme kada Paul Gilbert napušta "Racer X", Billy Sheehan razilazi se s Davidom Lee Rothom, pa se tako obojica nalaze u sastavu "Mr. Big". Sastav tada čine članovi; Eric Martin (vokal), Pat Torpey (bubnjevi), Billy Sheehan (bas-gitara) i Paul Gilbert (gitara). Bili su vrlo uspješni u Japanu, gdje postaju slavni nakon izlaska njihovog drugog albuma Lean into It iz 1991.g., na kojemu se nalazi prekrasna balada "To Be With You", koja zauzima #1 na Billboardovoj Top listi. Gilbert nastavlja svirati u "Mr. Bigu" do pred kraj devedesetih, kada 1997. napušta sastav i odlazi u solo karijeru a na njegovo mjesto dolazi Richie Kotzen.

## Utjecaj i stil
Na Gilberta su imali utjecaj mnogi različiti glazbenici a neke od njih su Jimmy Page, Judas Priest, Yngwie Malmsteen, Akira Takasaki, Kiss, Van Halen, Randy Rhoads i The Ramones. Bio je veliki obožavatelj The Beach Boysa i The Beatlesa. Iako ga "Guitar one magazin" proglašava jednim od desetorice najboljih gitarista on izjavljuje da je za njega najbolji gitarista George Harrison (britanski gitarista, pjevač, skladatelj, producent i član Beatlesa).
Gilbertovo skladanje glazbe vrlo je raznoliko pa koristi mnoge stilove a neki od njih su pop, rock, heavy metal, blues, jazz, funki i klasična glazba ali najviše do izražaja dolazi njegova raznolikost i brzina.

## Učitelj sviranja
Paul Gilbert piše za britanski glazbeni časopis "Total Guitar" u kojemu predočava tehniku sviranja gitare, a to se sve može čuti na priloženom CD-u. Podjednako u tom stilu održava podučavanje u časopisu "Guitar Player Magazine" u kasnim osamdesetim i ranim devedesetim pod nazivom "Terrifying Guitar 101". Gilbert također drži predavanja u "Guitar Institute of Technology" (glazbeni institut jazz gitariste Howarda Robertsa, osnovan 1977.g.), koji se nalazi u Hollywoodu ali i u njegovom sektoru u Japanu. Prije nego što će se za stalno preseliti u Los Angeles, Gilbert je živio u Japanu gdje se nadao instrukcijama od Martya Friedmana (američki gitarista) koji živi u Japanu i glatko govori njihov jezik.

## Glazbena oprema
Paul Gilbert prvenstveno koristi Ibanez PGM model gitare koju je japanska tvrtka proizvela specijalno za njega. 

## Diskografija

#### Racer X
- Street Lethal (1986.)
- Second Heat (1988.)
- Live Extreme, Volume 1 (1988.)
- Live Extreme, Volume 2 (1992.)
- Technical Difficulties (1999.)
- Superheroes (2000.)
- Snowball of Doom (2002.)
- Getting Heavier (2002.)
- Snowball of Doom 2 (2002.)

#### Mr. Big
- Mr. Big (1989.)
- Raw Like Sushi (1990.)
- Lean Into It (1991.)
- Raw Like Sushi II (1992.)
- Bump Ahead (1993.)
- Japandemonium: Raw Like Sushi 3 (1994.)
- Channel V at the Hard Rock Live (1996.)
- Hey Man (1996.)
- Big Bigger Biggest: Greatest Hits (1996.)
- Deep Cuts (2000.)

#### Solo albumi
- Tribute to Jimi Hendrix (EP) (1992.)
- King of Clubs (1998.)
- Flying Dog (1998.)
- Beehive Live (1999.)
- Alligator Farm (2000.)
- Raw Blues Power zajedno s Jimi Kiddsom (2002.)
- Burning Organ (2002.)
- Paul the Young Dude/The Best of Paul Gilbert (2003.)
- Gilbert Hotel (2003.)
- Acoustic Samurai (2003.)
- Space Ship One (2005.)
- Get Out of My Yard (2006.)
- Tough Eskimo (limitirano izdanje EP) (2007.)
- Silence Followed By A Deafening Roar (2008.)

#### Ostalo sudjelovanje
- Pump It!' - Jeff Berlin (1986.)
- Out of the Sun - Joey Tafolla (1990.)
- Humanary Stew - zajedno s Aliceom Cooperom
- Guitars That Rule the World (1992.)
- Merry Axemas - A Guitar Christmas (1997.)
- Mikazuki "In Rock" Sound Track, Guitar on tracks "Crescent Moon" & "Theme for Kazeo" (2000.)
- Becker 2001, Warmth in the Wilderness - zajedno s Jasonom Beckerom (Gitara i vokal u skladbi  Hawkin)
- Hughes Turner Project - HTP (2002.)
- Atomic Basement Tapes - Missing Lynx
- Guitar Wars (2003.)
- Return to the Planet Earth - Kim Fox (2003.)
- One Night in New York City - Yellow Matter Custard (2003.)
- "Mieze" - Marco Minnemann (2004.)
- "Contraire de la chanson" - Marco Minnemann (2006.)
- Light at the End of the Tunnel - War & Peace (2006.)(Richie Kotzen, John Norum, Jeff Pilson)
- Two Nights In North America - Hammer of the Gods (2006.)
- One Night in Chicago - Cygnus and the Sea Monsters (2006.)
- One Night in New York City - Amazing Journey (2007.)
- Spin The Bottle -  Kiss (gitara u skladbi "I Want You") (2004.)
- Numbers from the Beast - Iron Maiden (gitara u skladbi "The Evil That Men Do") (2005.)
- Evil Lives: A True Metal Tribute to Black Sabbath (Racer X skladba broj 4: "Children of the Grave") (2006.)
- The Fool - Jeff Martin solo album (2006.)
- Sola Scriptura - Neal Morse (2007.)

## Videografija
- Intense Rock - Sequences & Techniques VHS verzija
- Intense Rock II VHS verzija
- Guitars from Mars Japanese DVD izdanje
- Guitars from Mars II Japanese DVD izdanje
- Terrifying Guitar Trip VHS verzija
- Eleven Thousand Notes DVD
- Guitar Wars DVD
- Space Ship Live DVD
- Complete Intense Rock (DVD)2006.
- Terrifying Guitar Trip (DVD)2006.
- Get Out of My Yard Instructional (DVD)2007.
- Get Out of My City Instructional (DVD/VCD)2007.
- One Night in New York City - Yellow Matter Custard (2003.)
- Two Nights In North America - Hammer of the Gods (2006.)
- One Night in Chicago - Cygnus and the Sea Monsters (2006.)
- One Night in New York City - Amazing Journey (2007.)

## Vanjske poveznice
- Službene stranice Paula Gilberta
- Službene stranice Racer X sastava